# Формула Журавського
Фо́рмула Жура́вського (англ. Zhuravskii shear stress formula) — формула для визначення дотичних напружень при згинанні, які виникають у поперечному перерізі балки, залежно від відстані до нейтральної осі. Формула носить ім'я Д. І. Журавського (1821—1891), російського інженера і вченого-механіка, спеціаліста з мостобудування й будівельної механіки, який уперше (1855) її вивів.

## Історична довідка
При проектуванні залізничних мостів Д. І. Журавський виявив, що дотичні напруження, які виникають в дерев'яних балках прямокутного перетину є досить суттєвими. За Журавським, існування в стінках балок косих зусиль, спрямованих під кутом до поздовжньої осі балки, здатне за недостатньої стійкості привести до випинання стінки балки. Тому була потреба провести детальний аналіз впливу дотичних напружень у зігнутій балці. Поступово ускладнюючи варіанти закріплення й навантаження консольної балки й балки на двох опорах Журавський вивів формули для розрахунку дотичних напружень у різних перерізах балки. Метод Журавського було високо оцінено А. Сен-Венаном, і згодом, формула увійшла до усіх підручників з опору матеріалів.

## Зміст формули

Розрахункова схема до формули Журавського

Для пояснення формули розглянемо випадок плоского згину прямої балки, матеріал якої описується законом Гука, й оберемо деякий її поперечний переріз з моментом інерції {\displaystyle I_{z}} відносно нейтральної лінії {\displaystyle Oz}. Спрямуємо вісь {\displaystyle Ox} уздовж осі балки, а вісь {\displaystyle Oy} — перпендикулярно до неї за напрямом дії поперечної сили {\displaystyle Q}.
Якщо прийняти (це є правомірним для більшості поперечних перерізів), що дотичні напруження {\displaystyle \tau } розподіляються рівномірно по ширині перерізу (тобто вони залежать лише від відстані {\displaystyle y} поточної точки перерізу до нейтральної лінії). Відітнемо прямою {\displaystyle y={\rm {const}}} частину поперечного перерізу, і нехай ширина перерізу по вказаній лінії дорівнює {\displaystyle b_{y}}, а статичний момент відрізаної частини відносно нейтральної осі {\displaystyle Oz} дорівнює {\displaystyle S_{z}(y)}; тоді формула Журавського для дотичних напружень має вигляд:
{\displaystyle \tau ={\frac {Q\,S_{z}(y)}{I_{z}b_{y}}},\quad \quad S_{z}(y)=y_{c}F,}
де {\displaystyle F} — площа відрізаної частини поперечного перерізу, {\displaystyle y_{c}} — координата центра ваги відрізаної частини.
З формули випливає, що дотичні напруження змінюються по висоті перетину за параболічною залежністю, причому максимальні їх значення, що викликають найбільший інтерес, спостерігаються на нейтральній лінії, яка проходить через центр ваги площі перетину.
Наприклад, для прямокутного перерізу з шириною {\displaystyle b} і висотою {\displaystyle h}:
{\displaystyle \tau ={\frac {6Q}{bh^{3}}}\left({\frac {h^{2}}{4}}-y^{2}\right),\quad \quad -{\frac {h}{2}}\leq y\leq {\frac {h}{2}}},
{\displaystyle \tau _{max}=\tau _{y=0}={\frac {3}{2}}\cdot {\frac {Q}{F}},\quad \quad F=b\cdot h}.
Для круглого поперечного перерізу радіусом {\displaystyle R}:
{\displaystyle \tau ={\frac {4Q}{3\pi R^{2}}}\left(1-{\frac {y^{2}}{R^{2}}}\right),\quad \quad -R\leq y\leq R},
{\displaystyle \tau _{max}=\tau _{y=0}={\frac {4}{3}}\cdot {\frac {Q}{F}},\quad \quad F=\pi \cdot R^{2}}.